# Aguarrás
Aguarrás é uma mistura de hidrocarbonetos alifáticos, com faixa de destilação compreendida entre 145 e 240°C e ponto de fulgor de 45 C . É utilizada principalmente como solvente e também na fabricação de ceras, graxas e tintas.
Durante algum tempo foi preterida pela benzina, um derivado do petróleo, mais barato, porém mais tóxico.

## Principais Aplicações
- Lavanderias (ou lavandarias): utilizada no processo de lavagem a seco, sendo mais escolhida em função de  apresentar vantagens sobre os solventes sintéticos como o percloroetileno:

-menor custo por litro e por peso de roupa lavada;
-vapores com menor toxicidade e que não agridem a camada de ozônio;
-maior estabilidade e menor corrosividade;
-facilidade de recuperação maior.
- Tintas e vernizes: utilizada na formulação de tintas e como diluente de resinas ou vernizes.
- Artigos de limpeza: como matéria-prima na fabricação de ceras para assoalhos, na formulação de produtos para limpeza e polidores.
- Outras aplicações: usado como desengordurante de couros, na limpeza industrial de máquinas, ferramentas e peças metálicas produzidas.

## Características físico-químicas
A aguarrás é uma mistura de hidrocarbonetos alifáticos voláteis, que apresenta ponto de fulgor médio de aproximadamente 45°C. Quando a sua temperatura se eleva além do ponto de fulgor, o líquido libera vapores que podem formar com o ar uma mistura inflamável. 
Seu manuseio, utilização e guarda requerem todos os cuidados que se aplicam aos solventes de origem petroquímica, devendo ser mantido longe de fontes de ignição, chamas e faíscas. 
É classificado como um produto irritante à pele e às vias respiratórias, portanto, a inalação de seus vapores podem causar  narcose, efeitos narcóticos, e um contato prolongado com a pele, sugerindo-se para sua manipulação a utilização de máscara contra vapores voláteis e luvas. A venda desse produto é proibida para menores de 18 anos, pois sua inalação pode chegar a causar a morte.